# Юнг, Аксель
Аксель Юнг (нем. Axel Jungk; род. 5 марта 1991, Чопау) — немецкий скелетонист, трёхкратный чемпион мира в смешанных командах, призёр чемпионатов Европы, чемпион мира среди юниоров (2012).

## Спортивная карьера
Скелетоном начал заниматься в 2008 году. На международной арене дебютировал в Кубке Европы в декабре 2010 года. Чемпион мира среди юниоров (2012). Лучший результат на этапах Кубка мира 4-место в сезоне 2014/15.
На чемпионате мира 2015 года в Винтерберге стал чемпионом мира в соревнованиях смешанных команд, в личном первенстве занял 6-е место.